# 테레진

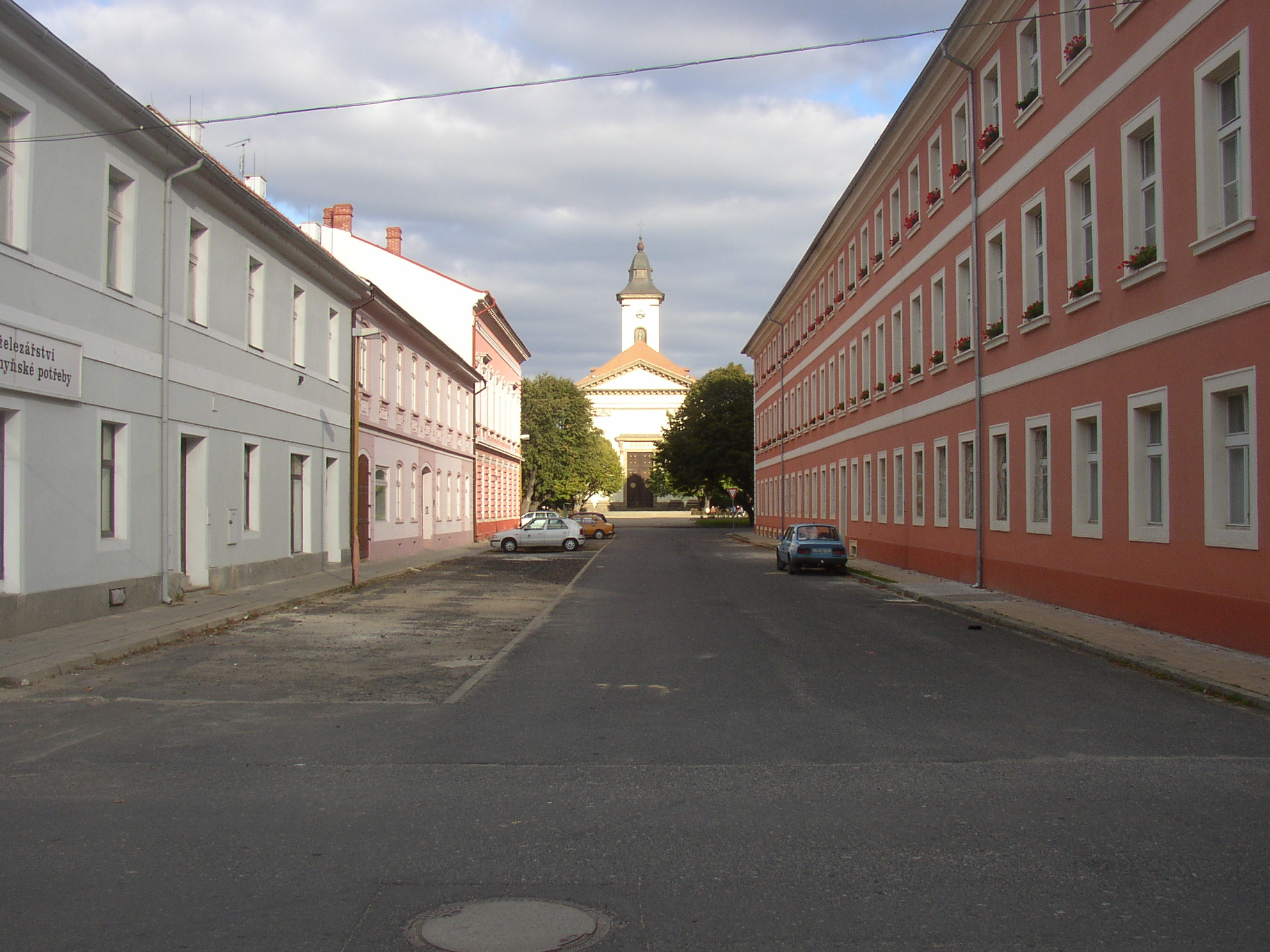
테레진

테레진(체코어: Terezín, 독일어: Theresienstadt 테레지엔슈타트[*])은 체코의 우스티주에 있는 도시이다. 면적은 13,57 km2, 인구는 약 2,900명이다.
제2차 세계 대전 당시 게슈타포는 테레진에 테레지엔슈타트 강제 수용소를 설치하였다. 약 144,000명의 유대인이 이곳에 수용되었고, 이들 중 33,000명이 여기서 죽었다. 약 88,000명은 아우슈비츠 강제 수용소 등의 다른 수용소로 이송되었고 전쟁이 끝났을 때 단 19,000명만 생존해 있었다.

시기
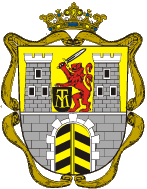
시 문장

## 인구
| 연도           | 인구  | ±%      |
| -------------- | ----- | ------- |
| 1869           | 3,159 | —       |
| 1880           | 7,845 | +148.3% |
| 1890           | 8,140 | +3.8%   |
| 1900           | 8,152 | +0.1%   |
| 1910           | 7,509 | −7.9%   |
| 1921           | 8,293 | +10.4%  |
| 1930           | 8,843 | +6.6%   |
| 1950           | 4,491 | −49.2%  |
| 1961           | 3,938 | −12.3%  |
| 1970           | 3,944 | +0.2%   |
| 1980           | 3,450 | −12.5%  |
| 1991           | 2,892 | −16.2%  |
| 2001           | 2,930 | +1.3%   |
| 2011           | 2,950 | +0.7%   |
| 2021           | 2,962 | +0.4%   |
| 출처: Censuses |       |         |